# Zydeco Dots
Les Zydeco Dots sont un groupe de musique de la ville de Houston aux États-Unis.
Le groupe est né de la rencontre entre le guitariste Tom Potter, le batteur Mike Vowell et l'accordéoniste Tom Pacholik dans l'État du Kentucky.

## Biographie
En 1981, ils s'installent à Houston et jouent de la polka sous le nom de Ted & the Polka Dots. Rapidement le répertoire évolue et inclut des éléments country, blues, rock, cadien puis zydeco.
En 1987, Pacholik quitte le groupe et retourne dans le Kentucky. Plusieurs accordéonistes vont se succéder :
- 1988-1993 : Jean-Pierre Blanchard, un Français né à Nice, apporte de profondes modifications à l'orchestre. La polka est abandonnée au profit d'un répertoire blues et zydeco. Mike Vowell quitte la batterie et joue du frottoir. Trois nouvelles recrues sont engagées : le batteur Joseph Rossyion, le bassiste Joe Hurst et le saxophoniste L.V. Davis. Les Dots deviennent populaires dans tout le Texas et enregistrent abondamment.
- 1993-1995 : Pierre Stoot, né en 1962. Avant les Dots, il avait enregistré un disque avec son père pour le label de Mike Lachney, Bad Weather.
- 1995 : Lil Jabo, fils de l'accordéoniste Jabo.
- 1996-2003 : Leon Sam, un vétéran de la scène zydeco qui a enregistré auparavant avec ses frères sous le nom des Sam Brothers Five. Sous sa direction les Dots reviennent à un répertoire puisant chez Clifton Chenier.
- 2003-2008 : Raymond "Ray-Ray" Chavis, un cousin de Boozoo Chavis et de Wilfred Chevis.
- Parallèlement, les Dots ont joué avec de nombreux autres accordéonistes parmi lesquels Little Willie Davis, Lonnie Mitchell, Wilbert Thibodeaux, C.J. Chenier, Wilfred Chevis et Corey "Lil Pop" Ledet.

Les Dots ont été élus douze fois meilleur groupe zydeco par le Houston Press. Ils jouent dans les festivals, les clubs (Le Big Easy, le Shakespeare... ) et les restaurants (la chaine Pauppadeaux).

## Discographie
- 1988 : Zydeco Express
- 1990 : Miss Using Me et Looka Dis Looka Dat
- 1993 : Texas Zydeco Greats (compilation)
- 1994 : Naked Zydeco
- 2000 : Tribute To Clif
- 2007 : Texas Zydeco
- 2008 : Never Walk Away